# おやこで英会WA!
『おやこで英会WA!』（おやこでえいかいわ！）は、読売新聞日曜版『よみほっと』に連載された、英語の学習を目的としたコーナー及びひちゃこによる漫画作品。

## 概要
2010年1月10日から2013年3月31日まで連載された。監修は神田外語大学、協力は神田外語キッズクラブ、講師は神田外語学院のネーナ細中ニコリッチが担当した。「初歩の英会話」をテーマとしており、扱われる英語表現は易しいものが多い。小学生を対象としたコーナーだが、タイトル通り親子で一緒に学べるように保護者や教育者向けのアドバイスを掲載するなど工夫されている。
漫画は4コマ漫画で左上、右上、左下、右下の順に読んでいく構成。ふきだし部分のセリフは、英語で書かれているものと、日本語で書かれているものの二通りある。英語で書かれているものは英文の下に和訳が書いてある。ふきだし部分以外のセリフは日本語で記述されている。
漫画の左側にはタイトルやレッスン回数、テーマとなっている英語が書かれていてネーナによる解説が載っている。また『YOMIURI ONLINE』にて英語の発音を聞くことができた。携帯電話でも発音を聞けるようにQRコードも載せており英語学習に力を入れていたコーナーだった。連載当時は携帯サイト『NEWS読売・報知』に加入すると過去分や特別編を視聴できた。
初回はキャラクター紹介イラストが掲載され、4コマ漫画は2010年1月17日から始まった。連載開始からしばらくの間は、4コマの下にキャラクター紹介が載っていた。最終回には漫画ではなくキャラクターが集合した大きなイラストが掲載された。連載開始から最後のレッスンまで総レッスン回数は162回、最終回のイラストを含めると合計163回の掲載だった。

## 主な内容
米国から小学5年生のトムが来日し、さくらの家にホームステイして季節感を交えた異文化交流の様子を英会話で紹介する。

## 登場人物
さくら
いつも元気な小学5年生の少女。
かいと
さくらの弟。スポーツ万能な小学3年生。
はじめ
さくらとかいとの父親。旅行会社に勤務している。
みつき
さくらとかいとの母親。料理が大好き。あわてん坊なところがある。
ラッキー
さくら一家のペット。さくらが拾った雑種犬。
トム
米国からの留学生。おっちょこちょい。

## 作画
全てパソコンでの作画（デジタル作画）となっている。また、連載を重ねる中でキャラクターの描き方に変化が見られる。鼻の描写が省略されていたり顔の輪郭が全体的に丸っこくなっていたりとデフォルメが強くなっている。